# WHIPS
WHIPS, acronimo di Whiplash Protection System, è un sistema di protezione introdotto da Volvo atto a prevenire le lesioni prodotte dal colpo di frusta. È stato introdotto nel 1994 sulla Volvo 850.
Nei sedili dotati del sistema WHIPS l'intero schienale è stato progettato per aiutare a proteggere la parte anteriore del collo degli occupanti in caso di impatto posteriore.
In caso di urto lo schienale si muove insieme con l'abitacolo mentre i poggiatesta rimangono rigidi per sostenere il collo.
I sedili sono dotati di un pezzo di metallo all'interno dello schienale che assorbe l'energia in caso di urto posteriore. 
Il poggiatesta reclinabile è posto a pochi centimetri dal collo. Il pezzo di metallo deve essere sostituito dopo l'urto .
Il sistema WHIPS è di serie all'interno sedili anteriori dei veicoli Volvo dal 1994. La Volvo S80 è l'unica macchina al mondo dotata di questo sistema anche sui poggiatesta posteriori.
Le prove di sicurezza EuroNCAP 5 stelle dal 2009 includono la protezione contro il colpo di frusta come parte del programma di test.